# Septochytrium variabile
Septochytrium variabile är en svampart som beskrevs av Berdan 1939. Septochytrium variabile ingår i släktet Septochytrium och familjen Cladochytriaceae.   Inga underarter finns listade i Catalogue of Life.